# Ischnus alternator
Ischnus alternator är en stekelart som först beskrevs av Johann Ludwig Christian Gravenhorst 1829.  Ischnus alternator ingår i släktet Ischnus och familjen brokparasitsteklar. Arten är reproducerande i Sverige. Inga underarter finns listade i Catalogue of Life.